# Partia Zielonej Lewicy
Partia Zielonej Lewicy (tur. Yeşil Sol Parti, YSP) – turecka partia polityczna założona 25 listopada 2012 o orientacji lewicowej. Zrzeszona w Kongresie Ludowo-Demokratycznym.
Symbol ugrupowania składa się z drzewa z fioletowym pniem tworzącym ludzką postać, korony składającej się z pojedynczych zielonych liści i żółtego słońca tworzącego głowę ludzkiej postaci w środku korony. Jej współprzewodniczącymi są Çiğdem Kılıçgün Uçar i İbrahim Akın.

## Historia
YSP, wcześniej nazywana Partia Zielonych i Lewicy Przyszłości (tur. Yeşiller ve Sol Gelecek Partisi), powstała 25 listopada 2012 z połączenia Partii Równości i Demokracji (tur. Eşitlik ve Demokrasi Partisi) oraz Partii Zielonych (tur. Yeşiller Partisi).
W 2014 partia poparła Selahattina Demirtaşa jako kandydata na prezydenta w wyborach prezydenckich w Turcji w 2014. Wyraziła również poparcie dla Ludowej Partii Demokratycznej (tur. Halkların Demokratik Partisi) w wyborach parlamentarnych w czerwcu 2015.
Na II Zwyczajnym Kongresie Partii w dniu 2 kwietnia 2016 ugrupowanie zmieniło nazwę na Yeşil Sol Partisi (YSP). Obecne logo wynika z decyzji podjętej na II Nadzwyczajnym Kongresie w dniu 16 października 2022. Selahattin Demirtaş zasugerował później, że w przypadku ewentualnej delegalizacji HDP, wszyscy kandydaci grup parlamentarnych HDP wystartują z ramienia YSP w wyborach parlamentarnych w 2023. W efekcie w wyborach parlamentarnych w 2023 oba ugrupowania startowały jako Ludowa Partia Równości i Demokracji (DEM).
Decyzją z 24 marca 2023 Ludowa Partia Demokratyczna, Partia Ruchu Robotniczego (tur. Emekçi Hareket Partisi) oraz Partia Wolności Społecznej (tur. Toplumsal Özgürlük Partisi) postanowiły wystartować w wyborach prezydenckich i parlamentarnych ze wspólnej listy z Partią Zielonej Lewicy. Miało to na celu wzmocnienie koalicji Sojusz Narodu (tur. Millet İttifakı) lidera opozycji Kemala Kilicdaroglu. YSP jest więc traktowana jako kluczowa partia w wyborach prezydenckich w 2023.